# 馬丁加西亞島

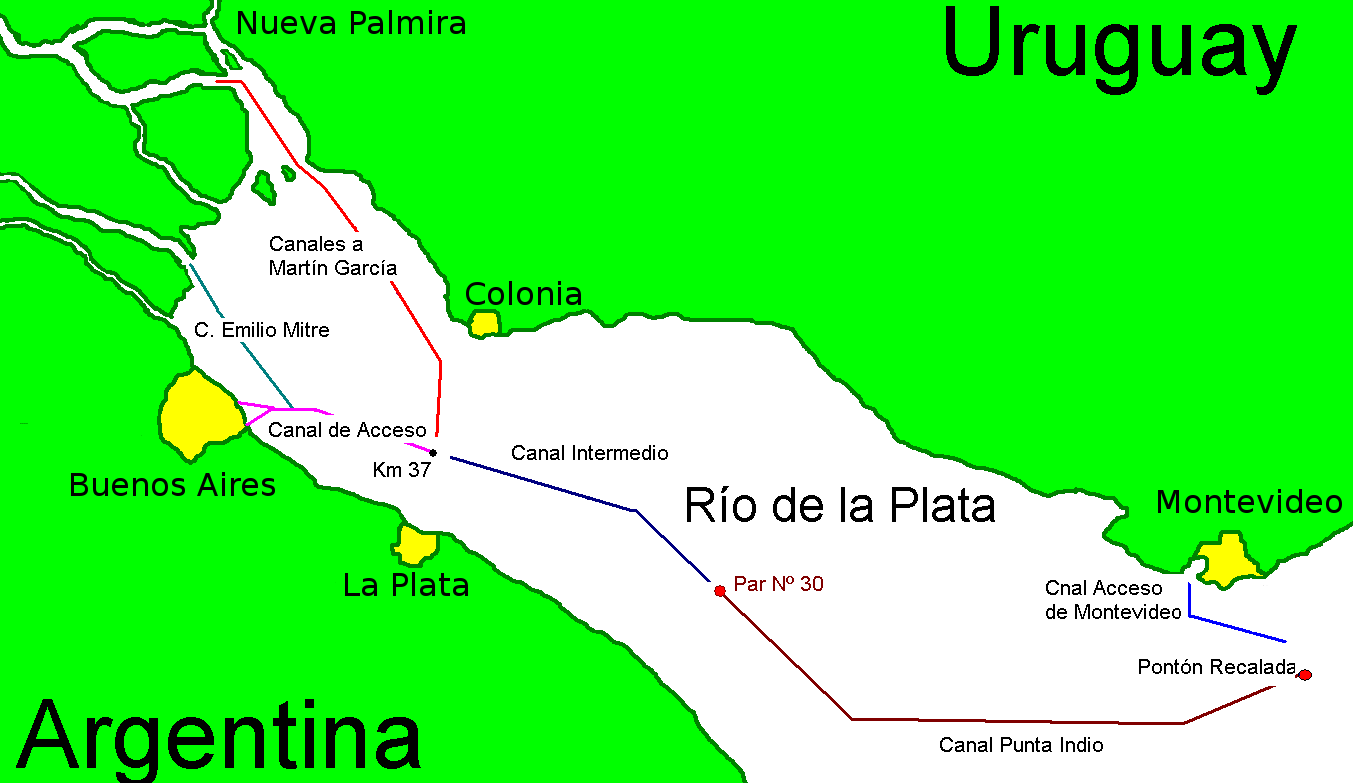
在烏拉圭及阿根廷國境附近的航海圖中，左上方的河口附近的兩個島中較小的島就是馬丁加西亞島

馬丁加西亞島（西班牙語：Isla Martín García），是阿根廷和烏拉圭交界拉普拉塔河的河口，是航行控制點，面積是1.84平方公里。該島原爲阿、烏兩國爭議地區，但1973年兩國達成協議，歸屬阿根廷布宜诺斯艾利斯省。它曾是阿根廷幾位總統（包括伊里戈延、庇隆和弗朗迪西）的流放地。